# 风云儿女
《風雲兒女》是一部拍攝於1935年的華語電影，導演為許幸之，袁牧之、王人美、談瑛、顧夢鶴領銜主演。該片的主題曲《義勇軍進行曲》後來成為中華人民共和國國歌。該片的劇本作者是田漢、夏衍。

## 劇情
詩人辛白華有一個極其要好的朋友是大學生梁質夫，兩人都是東北人。九一八事變爆發後，兩人從家鄉逃亡到上海，一直過著漂泊的生活，但他們一直沒有失去對生活的信心，憧憬著美好的未來。
辛白華和梁質夫租住的公寓二樓住著貧苦的少女阿鳳和母親，白華和質夫非常同情她們母女倆，並經常幫助她們。辛白華邂逅了富孀史夫人，兩人墜入了情網。剛離婚的史夫人對白華很有好感，白華也被史夫人深深的吸引。後來，阿鳳的母親因病去世，白華很同情她，就用得到的稿費把她送往學校深造，阿鳳輾轉加入了歌舞團。
與此同時，梁質夫因從事革命活動被捕入獄。阿鳳到了歌舞團，經常去各地演出。質夫被釋放後，大日本帝國侵略華北，質夫前往抗日前線古北口抗日。辛白華躲到史夫人家，史夫人帶他到青島遊玩。剛好阿鳳的歌舞團到青島演出，遇見了白華。看了阿鳳演出的《鐵蹄下的歌女》後，白華受到很大的觸動，激起了他的愛國情操，但還是沒有擺脫愛情的束縛，那股熱情又冷卻下去。
最後，梁質夫在戰場上陣亡了，辛白華得知這一消息，思想發生轉變，終於拋棄以前那種享樂的生活，奔赴抗日戰場。

## 演员表
| 演員   | 角色     | 備註 |
| 袁牧之 | 辛白华   |      |
| 王人美 | 阿凤     |      |
| 谈瑛   | 史夫人   |      |
| 顧夢鶴 | 梁质夫   |      |
| 陸露明 | 徐家珍   |      |
| 王桂林 | 凤祖     |      |
| 高逸安 | 凤母     |      |
| 王明霄 | 女房东   |      |
| 周璇   | 舞女甲   |      |
| 徐健   | 舞女乙   |      |
| 陈重奕 | 革命青年 |      |
| 曾化林 | 热血青年 |      |
| 黄惶   | 艺术家甲 |      |
| 樊伯滋 | 艺术家乙 |      |
| 張愕   | 艺术家丙 |      |
| 潘丙心 | 艺术家丁 |      |
| 王艺之 | 作家甲   |      |
| 郑展予 | 作家乙   |      |
| 洪凌   | 作家丙   |      |
| 严影   | 作家丁   |      |
| 李也非 | 老百姓   |      |